# Josep Rives i Mayor
Josep Rives i Mayor (Esparreguera, 1758 - Madrid, 1842) va ser un metge català que va participar en la reforma de la medicina.
Nascut en el si d'una família de paraires, va cursar els seus estudis al Reial Col·legi de Cirurgia de Barcelona. Va ser alumne d'Antoni Gimbernat. L'any 1790 li van oferir la càtedra del Reial Col·legi de Cirurgia de San Carlos a Madrid. Va ser uns dels cirurgians de la cort reial. Durant la reacció de 1824, Josep Rives va ser separat de la seva càtedra juntament amb altes companys seus. Gràcies a l'esforç del metge català, Pedro Castello Ginesta, metge de confiança de Ferran VII, els professors separats del Reial Col·legi de Cirurgia de San Carlos, van tornar a les seves càtedres. Però José Rives va ser-hi poc temps, ja que l'any 1828 va haver de deixar el seu càrrec per jubilar-se. La seva importància radica en el fet que va ajudar en la reforma de l'ensenyament de la medicina i dels estudis anatomopatològics.